# Szent Benno
Meisseni Szent Bennó (Hildesheim, 1010 – Meißen, 1106. június 16.) a németországi Meißen püspöke volt.
Életének korai szakaszáról keveset tudni; nem bizonyítottak azok a feltételezések, hogy a nemes szász Woldenburg család tagja, vagy hogy fiatalkorában a hildesheimi Szent Mihály-kolostorban tanult, ahogy későbbi életrajzírói állították. Valószínűbb, hogy Goslar kanonokjaként kezdte pályafutását. 1066-ban IV. Henrik német-római császár kinevezte a meisseni egyházmegye élére. 1073-ban a szász felkelés támogatója volt, bár Hersfeldi Lambert és más kortársak szerint nem nagy szerepet vállalt benne. Henrik bebörtönöztette Bennót, de 1078-ban kiengedte, azzal a feltétellel, hogy hűségesküt tesz neki, amelyet azonban Bennó nem tartott meg. Újra az uralkodó ellenségeit támogatta, emiatt az 1085-ös mainzi zsinaton megfosztották püspöki hivatalától. Ezután Bennó Guiberthez fordult, aki III. Kelemen néven ellenpápa volt ebben az időben, és akit Henrik támogatott. Elismerte, hogy a császár ellen fordult, és feloldozást nyert Kelementől, aki Henrik kegyelmébe ajánlotta. Ezzel visszakerült a püspöki székbe.
Bennó ígéretet tett, hogy befolyását a szászok megbékítésére használja, de ezt az ígéretét sem tartotta be, és 1097-ben III. Orbánt ismerte el törvényes pápának. Ez az utolsó cselekedete, ami történelmileg kimutatható; későbbi tevékenységére, melyek misszionáriusi tevékenységéről, templomépítéséről és az egyházzene iránti elkötelezettségéről szólnak, nincs bizonyíték.
Bennó sokat tett egyházmegyéjéért egyházi reformokkal – a hildebrandi reformokat követve – és anyagi fejlesztésekkel is. Szülőhazájában, Szászországban a középkor vége felé már szentként tisztelték. Meissen későbbi kanonokjai és György szász herceg a 15. század végén összefogtak, hogy elérjék Bennó szentté avatását – a kanonokok szerették volna elérni, hogy szűkebb pátriájuk hírnevét emelje egy helybéli szent, a herceg pedig olyasvalakit keresett, aki megfelelő példakép lehet az egyház megreformálásához. VI. Adorján pápa 1523-ban avatta szentté Bennót. Bár a szentté avatásnak nem volt sok köze a lutheri reformációhoz, az ebben az időben zajló viták során mindkét fél jelképnek tekintette: Luther a szentek kultuszával kapcsolatos korai írásaiban szidalmazta, a katolikus reformerek az ortodoxia jelképét látták benne, a Wittelsbach család pedig München és Bajorország védőszentjévé tette, miután sírját 1539-ben protestánsok meggyalázták.
John Foxe angol protestáns történész és mártírológus elismételte azokat a vádakat, melyeket Bennó hozott fel VII. Gergely pápa ellen az invesztitúraharcok során – többek közt a nekromancia vádját, egy gyilkossági kísérlet megszervezését, ítélet nélküli kivégzéseket, igazságtalan kiközösítéseket, egy korábbi barátja megkínzását, valamint az eucharisztia tagadását és meggyalázását.
Bennó ünnepnapja június 16. Ábrázolásain gyakran könyvvel ábrázolják, illetve hallal, amelynek a szájában kulcs van (Bennó a halászat védőszentje is). A halas ábrázolás egy legendából ered, mely szerint IV. Henrik megparancsolta, hogy a székesegyház kulcsát dobják az Elba folyóba; később egy halász megtalálta egy hal gyomrában és elvitte a püspöknek.

## Külső hivatkozások
- St. Benno page at Christian Iconography